# Darmānlū
Darmānlū (persiska: درمانلو) är en ort i Iran.   Den ligger i provinsen Ardabil, i den nordvästra delen av landet, 500 km nordväst om huvudstaden Teheran. Darmānlū ligger 775 meter över havet och antalet invånare är 633.
Terrängen runt Darmānlū är lite bergig, och sluttar norrut. Runt Darmānlū är det ganska tätbefolkat, med 70 invånare per kvadratkilometer. Närmaste större samhälle är Germī, 10,9 km väster om Darmānlū. Trakten runt Darmānlū består till största delen av jordbruksmark.